# Cyprus International 1990
Die Cyprus International 1990 im Badminton fanden im Mai 1990 statt.

## Sieger und Platzierte
| Disziplin    | Gold                               | Silber                               | Bronze                               |
| ------------ | ---------------------------------- | ------------------------------------ | ------------------------------------ |
| Herreneinzel | Stojan Ivantchev                   | Iwan Iwanow                          | Ilko Oreshkov                        |
| Herreneinzel | Stojan Ivantchev                   | Iwan Iwanow                          | Pentcho Stojnov                      |
| Dameneinzel  | Diana Filipova                     | Anetha Stambolizska                  | Elena Iasonos                        |
| Dameneinzel  | Diana Filipova                     | Anetha Stambolizska                  | Boriana Stojnova                     |
| Herrendoppel | Iwan Iwanow Pentcho Stoyanov       | Stojan Ivantchev Nicolas Pissis      | Panayiotis Poupas Athos Shiakallis   |
| Herrendoppel | Iwan Iwanow Pentcho Stoyanov       | Stojan Ivantchev Nicolas Pissis      | Evangelos Evangelou Marios Evangelou |
| Damendoppel  | Diana Filipova Anetha Stambolizska | Elena Iasonos Maria Iasonos          | Sophia Kyprianou Emily Myrmidoni     |
| Damendoppel  | Diana Filipova Anetha Stambolizska | Elena Iasonos Maria Iasonos          | Dina Constantinou Boriana Stojnova   |
| Mixed        | Iwan Iwanow Diana Filipova         | Stojan Ivantchev Anetha Stambolizska | Evangelos Evangelou Efi Zigka        |
| Mixed        | Iwan Iwanow Diana Filipova         | Stojan Ivantchev Anetha Stambolizska | Pentcho Stojnov Boriana Stojnova     |